# Франсуа Англер
Франсуа́ Англе́р, Франсуа Енглер (фр. François Englert; нар. 6 листопада 1932) — бельгійський фізик-теоретик, що спеціалізується в галузі статистичної фізики, квантової теорії поля, космології, теорії струн та супергравітації.

## Біографія

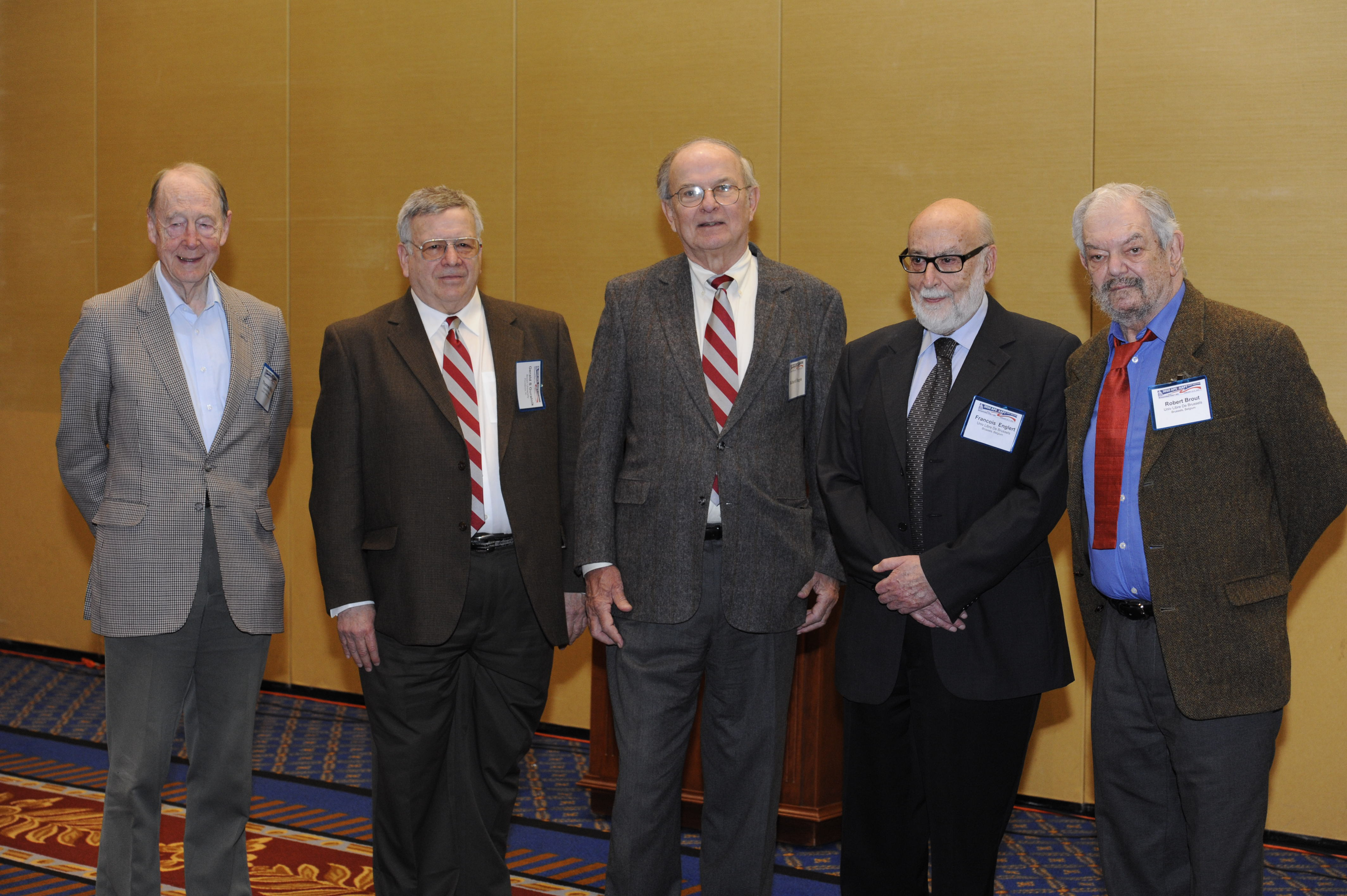
Том Кіббл, Джеральд Ґуральник, Карл Гейґен, Франсуа Англер та Роберт Брут під час вручення Премії Сакураї 2010 року

Франсуа Англер народився 1932 року в Еттербеку (один з районів Брюсселя) в єврейській родині. Під час нацистської окупації Бельгії Англер був змушений приховувати своє єврейське походження, він жив у різних сирітських притулках та дитячих будинках бельгійських міст Дінана, Люстена, Стумона та Анвуа-Руйона, де застав американські війська, які звільнили Бельгію від нацистів.
1955 року Англер закінчив франкомовний Брюссельський вільний університет за фахом інженера-електромеханіка. Там само 1959 року він здобув ступінь PhD з фізики. З 1959 до 1961 року Англер працював у Корнельському університеті спочатку як асистент Роберта Браута, а потім як ад'юнкт-професор. Згодом Англер повернувся в Брюссельський університет, де обійняв професорську посаду. 1980 року він спільно з Робертом Браутом сформував дослідницьку групу. 1998 року Англер дістав посаду почесного професора. З 2011 року займає посаду гостьового професора в Чепменському університеті в Каліфорнії.

## Механізм Браута-Англера-Гіґґса
1964 року Браут та Енглер показали, що калібрувальні векторні бозони можуть набувати ненульовую масу в процесі спонтанного порушення симетрії. Ґрунтуючись на незастосованості теореми Голдстоуна щодо калібрувальних полів, Гіґґс прийшов до того ж результату. У тому ж році статтю з цієї проблематики випустили й Джеральд Ґуральник, Карл Гейґен і Том Кіббл. На церемонії, організованій журналом Physical Review Letters з приводу п'ятдесятиріччя цього відкриття, була відзначена цінність всіх трьох робіт.

## Премії та нагороди
2010 року Англер був удостоєний премії Сакураї в галузі фізики елементарних часток (спільно з Джеральдом Гуральником, Карлом Гейгеном, Томом Кібблом, Пітером Гіґґсом та Робертом Браутом), 2004 року — премії Вольфа з фізики (разом з Браутом та Гіґґсом), 1997 року — Премії Європейського фізичного товариства в галузі високих енергій та часток (разом з Браутом та Гіґґсом) за розробку принципу уніфікації взаємодій короткого та далекого порядків за допомогою генерації масивних калібрувальних векторних бозонів, і 1982 року — премію Франкі.
2013 року він отримав премію принца Астурійського в галузі технічних та наукових досліджень спільно з Пітером Гіґґсом та інститутом ЦЕРН.
Цього ж 2013 року доробок Анґлера та Гіґґса відзначений Нобелівською премією з фізики.